# Chorong
Park Cho-rong (Cheongju, 3 de marzo de 1991), más conocida como Chorong, es una cantante y actriz surcoreana. Es popularmente conocida por formar parte del grupo femenino Apink, donde se desempeña como líder.

## Primeros años
Chorong nació en Cheongju, Chungcheong del Norte, Corea del Sur el 3 de marzo de 1991. Se entrenó en hapkido durante ocho años, y obtuvo el cinturón negro. Asistió al jardín de infancia Byungsul, a la Escuela Primaria Bukang y a la Escuela Secundaria Chungbuk.

## Carrera

### 2009-presente: Apink y carrera actoral
Park audicionó para la discográfica JYP Entertainment en 2009, llegando con éxito a la ronda final. Sin embargo, finalmente fue eliminada y luego se unió a Cube Entertainment como aprendiz.
Comenzó su carrera como actriz apareciendo en el sitcom All My Love interpretando a un personaje llamado Chorong, luego de la partida de Gain de Brown Eyed Girls. En febrero de 2011, Chorong fue anunciada como la segunda integrante y líder de Apink. Antes del anuncio, apareció en el final del videoclip en japonés de «Shock» de Beast. Antes de su debut con Apink, Park, junto con el resto de las integrantes, participó en el rodaje de Apink News, un programa de realidad previo al debut. En 2012, hizo una corta aparición en Reply 1997 como la versión adolescente de Lee Il-Hwa, la madre de la protagonista Sung Shi-won (interpretado por Eunji), junto a su compañera Bomi.
Chorong obtuvo su primer papel protagónico en la comedia romántica Plus Nine Boys como Han Soo-ah, una popular pero misteriosa chica de secundaria; un personaje opuesto al de Sungjae de BtoB. En 2017, protagonizó el drama web de Naver TV Cast, Special Law of Romance con Kim Min-kyu y Hyuk de VIXX.

## Discografía

### Composiciones
| Año  | Artista | Canción                            | Álbum           | Composición | Composición               | Producción | Producción |
| Año  | Artista | Canción                            | Álbum           | Crédito     | Con                       | Crédito    | Con        |
| ---- | ------- | ---------------------------------- | --------------- | ----------- | ------------------------- | ---------- | ---------- |
| 2012 | Apink   | «April 19» (4월 19일)              | Une Année       | Sí          | —                         | No         | —          |
| 2014 | Apink   | «Love Story» (사랑동화)            | Pink Blossom    | Sí          | —                         | No         | —          |
| 2014 | Apink   | «So Long»                          | Pink Blossom    | Sí          | —                         | No         | —          |
| 2014 | Apink   | «Wanna Be»                         | Pink Luv        | Sí          | —                         | No         | —          |
| 2015 | Apink   | «Déjà vu»                          | Pink Memory     | Sí          | —                         | No         | —          |
| 2016 | Apink   | «The Wave» (네가 손짓해주면)       | Pink Revolution | Sí          | Kim Jin-hwan              | No         | —          |
| 2016 | Apink   | «To. Us»                           | Pink Revolution | Sí          | —                         | No         | —          |
| 2016 | Apink   | «Cliche» (흔한 일)                 | Dear            | Sí          | Naeun                     | No         | —          |
| 2017 | Apink   | «Eyes»                             | Pink Up         | Sí          | —                         | No         | —          |
| 2018 | Apink   | «Miracle» (기적 같은 이야기)       | Miracle         | Sí          | Loogone, BeomXNang, Jamie | No         | —          |
| 2018 | Apink   | «Don't Be Silly»                   | One & Six       | Sí          | luvssong                  | No         | —          |
| 2019 | Apink   | «Enough»                           | Percent         | Sí          | —                         | No         | —          |
| 2020 | Apink   | «Moment» (너의 모든 순간을 사랑해) | Look            | Sí          | —                         | No         | —          |

## Filmografía

### Películas
| Año  | Título      | Papel | Notas                               | Ref.   |
| ---- | ----------- | ----- | ----------------------------------- | ------ |
| 2020 | Road Family | Yuri  | Protagonista, debut cinematográfico | [ 25 ] |

### Dramas
| Año  | Título                 | Cadena        | Papel                  | Notas             | Ref.   |
| ---- | ---------------------- | ------------- | ---------------------- | ----------------- | ------ |
| 2010 | All My Love            | MBC           | Chorong                | Episodios 125-210 | [ 26 ] |
| 2012 | Reply 1997             | TVN           | Lee Il-hwa (joven)     | Episodio 9        | [ 27 ] |
| 2014 | Plus Nine Boys         | TVN           | Han Soo-ah / Bong-sook |                   | [ 28 ] |
| 2017 | Special Law of Romance | Naver TV Cast | Seo Ji-hye             |                   | [ 29 ] |
| 2018 | A Poem a Day           | TVN           | Kang Mi-ae             | Aparición corta   |        |

### Programas de variedades
| Año     | Título              | Cadena      | Notas              | Ref.   |
| ------- | ------------------- | ----------- | ------------------ | ------ |
| 2016    | Extreme Adventures  | V Live      |                    | [ 30 ] |
| 2017    | One Night Food Trip | Olive & TVN | Miembro del elenco | [ 31 ] |
| 2017    | Finding X-PINK      | V Live      |                    |        |
| 2017-18 | Put Your Hands Up   | V Live      |                    |        |
| 2019    | Everybody Ready     | V Live      |                    |        |
| 2019    | Trend With Me       | KBS Joy     | Presentadora       |        |